# Xenien
Xenien (del griego Xenion, regalo del visitante) fue el nombre que el poeta romano Marcial (siglo I) le dio a la colección de sus poemas con las que acompañaba sus regalos.
Posteriormente, Goethe nombró a una colección de dísticos, que había escrito junto con Schiller, los Xenien. En ella los dos amigos se vengaban de sus críticos. Los mismos fueron publicados por primera vez en el Musenalmanach.
La contribución de Goethe a los Xenien puede ser descartada sin mucho preámbulo. Los Xenien sufrieron la indiferencia y animosidad de la crítica contemporánea. Los Xenien tuvieron éxito en responderles a los críticos, pero las obras maestras que les siguieron fueron mucho más efectivas y exitosas en combatir la mediocridad que prevalecía por esos años.